# Lista rezervațiilor peisagistice din Republica Moldova
Ariile protejate din Republica Moldova sunt categorisite în mai multe tipuri. Lista dată conține rezervațiile peisagistice, conform Legii nr. 1538 din 25.02.1998 privind fondul ariilor naturale protejate de stat. Rezervațiile peisagistice ocupă o suprafață totală de 32.804 ha.
| Denumire                                                        | Raion | Amplasare | Proprietar | Suprafață  | Coordonate                                      | Imagine        |
| --------------------------------------------------------------- | ----- | --- | --- | ---------- | ----------------------------------------------- | -------------- |
| Pădurea Hîrbovăț                                                | AN    | între satele Hîrbovăț și Bulboaca, ocolul silvic Hîrbovăț, Vila Hîrbovăț, parcelele 8-36 | Gospodăria Silvică de Stat Bender                                                                                                 | 2.218 ha   | 46°52′25″N 29°23′25″E / 46.873706°N 29.390171°E | vezi mai multe |
| Telița                                                          | AN    | la est de satul Telița, ocolul silvic Anenii Noi, Hîrtop, parcelele 50-51 | Gospodăria Silvică de Stat Chișinău                                                                                               | 124 ha     | 46°58′13″N 29°18′09″E / 46.970218°N 29.302458°E | vezi mai multe |
| Tețcani                                                         | BR    | la nord de satul Tețcani, ocolul silvic Lipcani, Tețcani, parcela 35 | Gospodăria Silvică de Stat Edineț (114 ha), Primăria satului Tețcani (50 ha)                                                      | 164 ha     | 48°10′06″N 26°57′27″E / 48.168237°N 26.957571°E | vezi mai multe |
| Complexul geologic și paleontologic din bazinul râului Lopatnic | BR    | de-a lungul râului Lopatnic, de la sud-estul satului Caracușenii Vechi până la satul Corjeuți (defileul Caracușenii de Sud (16 ha); defileul 1 și 2 (câte 94 ha) lângă satul Caracușenii Vechi; defileul 3 (102 ha), ocolul silvic Briceni, Caracușenii Vechi, parcela 49; defileul 4 și 5 (58 ha și, respectiv, 43 ha); formațiunile tectonice de lângă satul Corjeuți (45 ha)) | Gospodăria Silvică de Stat Edineț, primăriile satelor Caracușenii Vechi și Corjeuți                                               | 452 ha     | 48°15′12″N 27°01′40″E / 48.253298°N 27.027676°E | vezi mai multe |
| Bugornea                                                        | CC    | lângă satul Rașcov, ocolul silvic Rașcov, Bugornea, parcelele 5-14 | Gospodăria Silvică de Stat Rîbnița                                                                                                | 606 ha     | 47°56′54″N 28°50′22″E / 47.948265°N 28.839538°E | vezi mai multe |
| Valea Adîncă                                                    | CC    | împrejurimile satului Valea Adîncă, ocolul silvic Rașcov, Valea Adîncă, parcela 2 | Gospodăria Silvică de Stat Rîbnița (107 ha), Întreprinderea Agricolă „70-letie Velicogo Octeabrea” (107 ha)                       | 214 ha     | 48°00′50″N 28°50′22″E / 48.013866°N 28.839493°E | vezi mai multe |
| Glubocaia Dolina                                                | CC    | la nord-est de satul Caterinovca, ocolul silvic Rașcov, Glubocaia Dolina, parcelele 15-19 | Gospodăria Silvică de Stat Rîbnița                                                                                                | 520 ha     | 47°57′40″N 28°53′11″E / 47.961209°N 28.88627°E  |                |
| Lunca inundabilă de lângă Antonești                             | CT    | la vest de satul Antonești | Întreprinderea Agricolă „Drujba”                                                                                                  | 93,6 ha    | 46°19′50″N 28°11′41″E / 46.330653°N 28.194687°E | vezi mai multe |
| Chioselia                                                       | CT    | la nord-vest de satul Chioselia, ocolul silvic Baimaclia, Chioselia, parcelele 35-38 | Gospodăria Silvică de Stat Iargara                                                                                                | 307 ha     | 46°09′47″N 28°22′38″E / 46.162937°N 28.377236°E | vezi mai multe |
| Codrii Tigheci                                                  | CT    | între satele Lărguța și Capaclia, ocolul silvic Cantemir, Tigheci, parcelele 1-40 | Gospodăria Silvică de Stat Iargara                                                                                                | 2.519 ha   | 46°19′27″N 28°21′42″E / 46.324299°N 28.361708°E | vezi mai multe |
| Cărbuna                                                         | CN    | între satul Cărbuna și stația de cale ferată Zloți, ocolul silvic Zloți Vila Milești-Răzeni, parcelele 1-4, 9 | Gospodăria Silvică de Stat Cimișlia                                                                                               | 607 ha     | 46°42′37″N 28°53′48″E / 46.710293°N 28.896732°E | vezi mai multe |
| Țigănești                                                       | CL    | între satele Săseni, Tabăra, Țigănești, Bravicea, ocolul silvic Bravicea, Bravicea, parcelele 50, 51, 58, 61, 62, 64, 65, 67 | Gospodăria Silvică de Stat Călărași (580 ha), Întreprinderea Agricolă „Codreanca” (100 ha)                                        | 680 ha     | 47°19′58″N 28°30′26″E / 47.332652°N 28.507222°E | vezi mai multe |
| Voloca Verbca                                                   | CL    | între satele Sadova și Rassvet, ocolul silvic Pitușca, Voloca Verbca, parcelele 45-48 | Gospodăria Silvică de Stat Călărași                                                                                               | 407 ha     | 47°12′12″N 28°23′04″E / 47.20346°N 28.384352°E  | vezi mai multe |
| Căbăiești -Pîrjolteni                                           | CL    | între satele Căbăiești, Pîrjolteni, Seliștea Nouă, ocolul silvic Călărași, Căbăiești – Pîrjolteni, parcelele 47-56 | Gospodăria Silvică de Stat Călărași                                                                                               | 1.213 ha   | 47°11′47″N 28°12′36″E / 47.196354°N 28.2101°E   | vezi mai multe |
| Temeleuți                                                       | CL    | între satele Temeleuți și Vălcineț, ocolul silvic Călărași, Temeleuți, parcelele 12, 13 | Gospodăria Silvică de Stat Călărași                                                                                               | 209 ha     | 47°15′03″N 28°06′24″E / 47.250714°N 28.106536°E | vezi mai multe |
| Râpele de la Cimișlia                                           | CM    | la sud de orașul Cimișlia, pe drumul spre orașul Basarabeasca, ocolul silvic Ciucur – Mingir, Oziornoe, parcela 3, subparcelele 11, 13, 15; Recea, parcela 7, subparcelele 1, 4, 5, 10; Bacanciu, parcela 5, subparcelele 5, 9, 11, 13-15, 17-19, 22, 23, 25, 27, 29 | Gospodăria Silvică de Stat Cimișlia                                                                                               | 256 ha     | 46°31′07″N 28°45′50″E / 46.518483°N 28.763863°E | vezi mai multe |
| Rudi – Arionești                                                | DN    | la 10 km mai jos de orașul Otaci, de-a lungul Nistrului, ocolul silvic Otaci, Arionești – Stînca, parcelele 20-22; Rudi-Gavan, parcelele 23-29 | Gospodăria Silvică de Stat Soroca (793 ha), Întreprinderea Agricolă „Arionești” (57 ha), Întreprinderea Agricolă „Nistru” (66 ha) | 916 ha     | 48°20′55″N 27°54′17″E / 48.348714°N 27.904749°E | vezi mai multe |
| Valea Seacă „Tamașlîc”                                          | DB    | raionul Dubăsari, la nord-est de orașul Grigoriopol, ocolul silvic Grigoriopol, Geamanat, parcelele 18, 19; Popeasca, parcelele 14-17 | Gospodăria Silvică de Stat Bender                                                                                                 | 394 ha     | 47°10′46″N 29°20′57″E / 47.179509°N 29.34908°E  |                |
| La Castel                                                       | ED    | valea râului Racovăț, fâșie lată de 200 m cu lungimea de 5 km pe malul stâng, mai jos de satul Gordinești, ocolul silvic Edineț, Gordinești, parcelele 29-35 | Gospodăria Silvică de Stat Edineț (646 ha), Primăria satului Gordinești (100 ha)                                                  | 746 ha     | 48°08′40″N 27°09′02″E / 48.14437°N 27.150497°E  | vezi mai multe |
| Fetești                                                         | ED    | la nord-est de satul Fetești, ocolul silvic Edineț, Fetești, parcelele 9-14, 59 | Gospodăria Silvică de Stat Edineț                                                                                                 | 555 ha     | 48°10′51″N 27°07′11″E / 48.180844°N 27.119727°E | vezi mai multe |
| Zăbriceni                                                       | ED    | la nord-vest de satul Onești, ocolul silvic Edineț, Zăbriceni, parcelele 45-49 | Gospodăria Silvică de Stat Edineț                                                                                                 | 596 ha     | 48°04′25″N 27°14′11″E / 48.073534°N 27.236447°E | vezi mai multe |
| Izvoare – Risipeni                                              | FL    | între satele Izvoare și Risipeni, ocolul silvic Fălești, Risipeni, parcelele 72, 73, 75, 76; Caiuceni – Nagornoe, parcelele 30-33, 36-38; Izvoare, parcelele 61-69 | Gospodăria Silvică de Stat Glodeni                                                                                                | 1.162 ha   | 47°28′39″N 27°36′59″E / 47.477599°N 27.616437°E | vezi mai multe |
| Pădurea din Hîncești                                            | HN    | între satele Lăpușna și Mereșeni, ocolul silvic Logănești, Vila Logănești, parcelele 35-37, 42-44; ocolul silvic Mereșeni, Vila Hîncești, parcelele 1-5, 8-13, 16-23, 26-31, 33-39, 41-45 | Gospodăria Silvică de Stat Hîncești                                                                                               | 4.499 ha   | 46°50′42″N 28°29′40″E / 46.845113°N 28.49453°E  | vezi mai multe |
| Cazimir – Milești                                               | NS    | între satele Milești, Bălănești, Găureni, ocolul silvic Păruceni, Cazimir – Milești, parcelele 3-7 | Gospodăria Silvică de Stat Nisporeni                                                                                              | 500 ha     | 47°13′28″N 28°04′05″E / 47.22442°N 28.06808°E   | vezi mai multe |
| Vila Nisporeni                                                  | NS    | la sud-est de orașul Nisporeni, ocolul silvic Nisporeni, Nisporeni, parcelele 7-38 | Gospodăria Silvică de Stat Nisporeni                                                                                              | 3.499 ha   | 47°00′34″N 28°15′29″E / 47.009581°N 28.25793°E  |                |
| Dolna                                                           | NS    | la sud de satul Dolna, ocolul silvic Iurceni, Dolna, parcelele 4-6 | Gospodăria Silvică de Stat Nisporeni                                                                                              | 389 ha     | 47°06′20″N 28°16′00″E / 47.105418°N 28.266551°E | vezi mai multe |
| Calarașovca                                                     | OC    | la 5 km sud-est de orașul Otaci, ocolul silvic Otaci, Calarașovca-Stînca, parcelele 10-12 | Gospodăria Silvică de Stat Soroca (225 ha), Întreprinderea Agricolă „Dnestrovsc” (27 ha)                                          | 252 ha     | 48°24′37″N 27°49′42″E / 48.410278°N 27.828409°E | vezi mai multe |
| La 33 de Vaduri                                                 | OC    | la sud de satul Naslavcea, ocolul silvic Ocnița, Bîrnova, parcela 4; Verejeni-Bîrnova, parcela 5 | Gospodăria Silvică de Stat Edineț (168 ha), Întreprinderea Agricolă „Vatutin” (16 ha)                                             | 184 ha     | 48°25′42″N 27°34′16″E / 48.428333°N 27.571174°E | vezi mai multe |
| Pohrebeni                                                       | OR    | între satele Pohrebeni și Voroneț, ocolul silvic Pohrebeni, Pohrebeni, parcelele 14-35 | Gospodăria Silvică de Stat Orhei                                                                                                  | 1.049 ha   | 47°33′46″N 28°53′15″E / 47.562784°N 28.887376°E | vezi mai multe |
| Trebujeni                                                       | OR    | între satele Furceni și Trebujeni, ocolul silvic Susleni, Jeloboc-Furceni, parcelele 51, 52; ocolul silvic Ivancea, Trebujeni, parcelele 31, 32, 34, 35, 37 | Gospodăria Silvică de Stat Orhei (436 ha), Primăria satului Tribujeni (64 ha)                                                     | 500 ha     | 47°19′36″N 28°57′24″E / 47.326701°N 28.95662°E  | vezi mai multe |
| Saharna                                                         | RZ    | la vest de satul Saharna, ocolul silvic Rezina, Saharna, parcelele 17-23, 25-28; Saharna – Zemstvo, parcela 29 | Gospodăria Silvică de Stat Orhei                                                                                                  | 674 ha     | 47°41′44″N 28°57′50″E / 47.69566°N 28.963877°E  | vezi mai multe |
| Țîpova                                                          | RZ    | împrejurimile satului Țîpova, ocolul silvic Pohrebeni, Stînca-Horodiște, parcela 42; Horodiște-Funduc, parcelele 43, 44; Scala-Stînca, parcela 45 | Gospodăria Silvică de Stat Orhei (204 ha), Întreprinderea Agricolă „Lalova” (102 ha)                                              | 306 ha     | 47°35′39″N 28°58′18″E / 47.594194°N 28.971596°E | vezi mai multe |
| Suta de Movile                                                  | RS    | între satele Braniște și Cobani (raionul Glodeni), ocolul silvic Rîșcani, Avrămeni- Nagornoe, parcelele 32 65; Petrușeni, parcelele 26-31 | Gospodăria Silvică de Stat Glodeni (657 ha) Întreprinderea Agricolă „Braniște” (415 ha)                                           | 1.072 ha   | 47°49′06″N 27°18′07″E / 47.818367°N 27.302058°E | vezi mai multe |
| Grădina Turcească                                               | SL    | între satele Leuntea și Copanca, ocolul silvic Copanca, Adajia, parcela 65; Grădina Turcească, parcela 66, albia veche a Nistrului pe o distanță de 12 km | Gospodăria Silvică de Stat Bender                                                                                                 | 224 ha     | 46°41′22″N 29°36′46″E / 46.689437°N 29.612801°E |                |
| Cosăuți                                                         | SR    | satul Cosăuți, ocolul silvic Soroca, Cosăuți, parcelele 4-8 | Gospodăria Silvică de Stat Soroca                                                                                                 | 585 ha     | 48°12′05″N 28°14′08″E / 48.201361°N 28.235691°E | vezi mai multe |
| Holoșnița                                                       | SR    | în preajma satului Holoșnița, ocolul silvic Soroca, Holoșnița, parcelele 1, 2 | Gospodăria Silvică de Stat Soroca                                                                                                 | 199 ha     | 48°13′39″N 28°05′45″E / 48.22763°N 28.095814°E  | vezi mai multe |
| Căpriana – Scoreni                                              | ST    | între satele Lozova, Vorniceni, Pănășești, Trușeni, Cojușna, ocolul silvic Căpriana, Căpriana, parcela 21, subparcelele 7-14; parcela 27, subparcelele 4-13; parcela 33, subparcelele 2, 3, 5; parcelele 28-30, 34-36; ocolul silvic Scoreni, Scoreni, parcelele 1-8 | Gospodăria Silvică de Stat Strășeni                                                                                               | 1.762,4 ha | 47°05′17″N 28°31′56″E / 47.08798°N 28.532105°E  | vezi mai multe |
| Climăuții de Jos                                                | SD    | la sud de satul Climăuții de Jos, ocolul silvic Șoldănești, Climăuți, parcelele 5-9; Socola, parcelele 10, 11; Pridnestrovscoe, parcela 1 | Gospodăria Silvică de Stat Soroca                                                                                                 | 668 ha     | 47°58′05″N 28°47′03″E / 47.967967°N 28.784259°E | vezi mai multe |
| Dobrușa                                                         | SD    | între satul Olișcani și râul Ciorna, ocolul silvic Olișcani, Olișcani-Prisaca, parcelele 22, 23; Dobrușa, parcelele 14-17, subparcelele 1-11, 13-26; parcelele 18-21, 24-37, 40- 44, subparcelele 1-16; parcela 45, subparcelele 1-6; parcelele 46-57, subparcelele 1-11; parcela 58, subparcelele 1-20; parcelele 59-68, 70, 71                                                 | Gospodăria Silvică de Stat Soroca                                                                                                 | 2.634 ha   | 47°47′55″N 28°38′45″E / 47.798495°N 28.645917°E | vezi mai multe |
| Poiana Curătura                                                 | SD    | între satele Poiana și Tarasova (raionul Rezina), ocolul silvic Șoldănești, Poiana, parcelele 12, 13; Curătura-Tabora, parcelele 14-17; Curătura-Corn, parcela 18 | Gospodăria Silvică de Stat Soroca                                                                                                 | 692 ha     | 47°53′03″N 28°53′14″E / 47.88422°N 28.88724°E   | vezi mai multe |
| Valea Mare                                                      | UN    | la sud de orașul Ungheni, ocolul silvic Ungheni, Valea Mare, parcela 25; Moreni-Balta, parcelele 26, 27 | Gospodăria Silvică de Stat Ungheni                                                                                                | 373 ha     | 47°07′16″N 27°50′16″E / 47.120997°N 27.837829°E | vezi mai multe |